# Scaphytopius divisus
Scaphytopius divisus är en insektsart som beskrevs av Delong 1944. Scaphytopius divisus ingår i släktet Scaphytopius och familjen dvärgstritar. Inga underarter finns listade i Catalogue of Life.